# M'cisna
M'cisna là một đô thị thuộc tỉnh Béjaïa, Algérie. Dân số thời điểm năm 2002 là 8.462 người.